# XI Brygada Kawalerii
XI Brygada Kawalerii (XI BK) – brygada kawalerii Wojska Polskiego.

## Historia brygady
XI Brygada Kawalerii została sformowana w czerwcu 1924 roku w składzie 1 Dywizji Kawalerii.
8 lutego 1929 roku brygada została rozformowana, a wchodzące w jej skład pułki podporządkowane dowódcy Brygady Kawalerii „Białystok”.

## Dowódcy brygady
- płk kaw. Stefan Grabowski (1 VI 1924[1] - 30 IX 1927 → stan spoczynku[2])
- płk kaw. Franciszek Kaczkowski (p.o. do 29 XI 1927 → dyspozycja dowódcy OK III[3])

## Organizacja pokojowa brygady
- powództwo XI Brygady Kawalerii w Augustowie
- 1 pułk Ułanów Krechowieckich w Augustowie
- 9 pułk strzelców konnych w Grajewie, Osowcu i Białymstoku